# Pure Storage
Pure Storage, Inc. (NYSE: PSTG) er en amerikansk datalagringsvirksomhed med hovedkvarter i Santa Clara, Californien. De udvikler hardware og software til flash-hukommelseslagring. 
Pure Storage blev etableret i 2009 under kodenavnet Os76 Inc. af John Colgrove og John Hayes.